# Todd Rokita
Theodore Edward „Todd” Rokita (ur. 9 lutego 1970) – amerykański polityk polskiego pochodzenia, członek Partii Republikańskiej. W latach 2011–2019 był przedstawicielem stanu Indiana w Izbie Reprezentantów Stanów Zjednoczonych. Sekretarz Stanu Indiana od 2002 do 2010.